# 皮埃尔蒙
皮埃尔蒙（法語：Pierremont，法語發音：[pjɛʁmɔ̃]）是法国上法蘭西大區加来海峡省的一个市镇，属于阿拉斯区。

## 地理
皮埃尔蒙（50°24'4"N, 2°15'39"E）面积6.14 平方千米，位于法国上法蘭西大區加来海峡省，该省份为法国北部沿海省份，西北濒北海，南至索姆省，东临北部省。
与皮埃尔蒙接壤的市镇（或旧市镇、城区）包括：弗勒里、博瓦、贝米库尔、克鲁瓦昂泰尔努瓦、埃尼库尔、于米耶尔、泰努瓦斯河畔瓦夫朗。

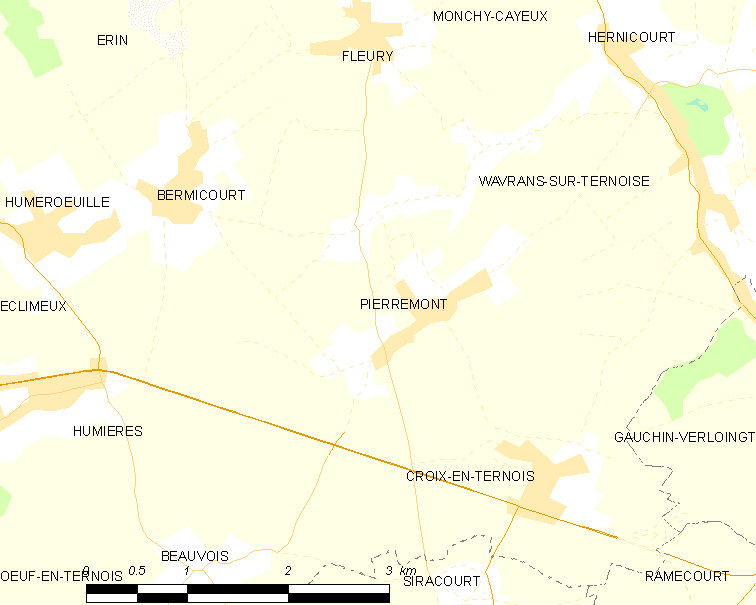
皮埃尔蒙的OSM定位图

皮埃尔蒙的时区为UTC+01:00、UTC+02:00（夏令时）。

## 行政
皮埃尔蒙的邮政编码为62130，INSEE市镇编码为62655。

## 政治
皮埃尔蒙所属的省级选区为泰努瓦斯河畔圣波勒县。

## 人口

1962-2008年间皮埃尔蒙人口变化图示

皮埃尔蒙于2022年1月1日时的人口数量为326人。